# Brimstone (missile)
Il Brimstone è un missile aria-superficie o superficie-superficie a guida radar sviluppato negli anni '90 su richiesta della Royal Air Force per l'utilizzo contro formazioni di veicoli blindati.

## Storia
L'origine del Brimstone risale al 1982, quando la RAF emise una richiesta un missile aria-superficie ognitempo dopo avere annullato uno sviluppo della bomba a grappolo BL755. Nel 1988 il ministero della difesa britannico selezionò il Brimstone di GEC-Marconi/Rockwell e il SWAARM di British Aerospace/Honeywell. Nel 1990 la specifica venne annullata ma venne riavviata nel 1992 a causa dell'esperienza maturata nella guerra del Golfo. Tra i cinque concorrenti della seconda specifica, nel 1996 venne selezionato il Brimstone di GEC-Marconi.
Nel 1998 iniziarono le prove di trasporto in volo e nel 1999 vennero effettuati i primi lanci; il primo lancio in volo venne effettuato da un Tornado GR4 nel settembre 2000. Il missile, il cui ingresso in servizio era previsto per il 2001, entrò in servizio con la Royal Air Force nel 2005 a causa di ritardi accumulati negli aggiornamenti del sistema di guida del missile e dei sistemi di bordo dei Tornado.
Nel 2007 venne richiesto un miglioramento della precisione del missile che portò alla produzione della variante Dual Mode Brimstone, dotata di sistema di guida radar e laser in grado di operare autonomamente oppure contemporaneamente.
Il 25 giugno 2012 MBDA ha iniziato i lanci del Brimstone Sea Spear, una versione antinave del Brimstone con profonde modifiche; il 29 maggio 2013 MBDA ha condotto da una installazione offshore il lancio di tre Brimstone Sea Spear contro 5 imbarcazioni che simulavano l’attacco di 5 Fast Attack Craft.
Nel 2013 MBDA ha iniziato i test del Brimstone 2, versione in sviluppo dal 2010 con un raggio d'azione più che raddoppiato rispetto alla versione standard e aggiornamenti alla struttura e ai software che è entrata in servizio il 13 luglio 2016 con la RAF.
Nel 2015 MBDA ha annunciato lo sviluppo di una modifica del Dual-Mode Brimstone compatibile con il lancio da elicotteri; il primo di questi missili è stato lanciato il 14 luglio 2016 da un Boeing AH-64 Apache.
Il 20 marzo 2019 MBDA ha comunicato di avere lanciato con successo il Brimstone 3, che incorpora un aggiornamento di tutte le funzionalità già adottate nelle versioni precedenti. All'Esposizione internazionale dell'industria della difesa dello stesso anno MBDA e Polska Grupa Zbrojeniowa hanno presentato un nuovo veicolo cacciacarri armato di Brimstone.

## Tecnica

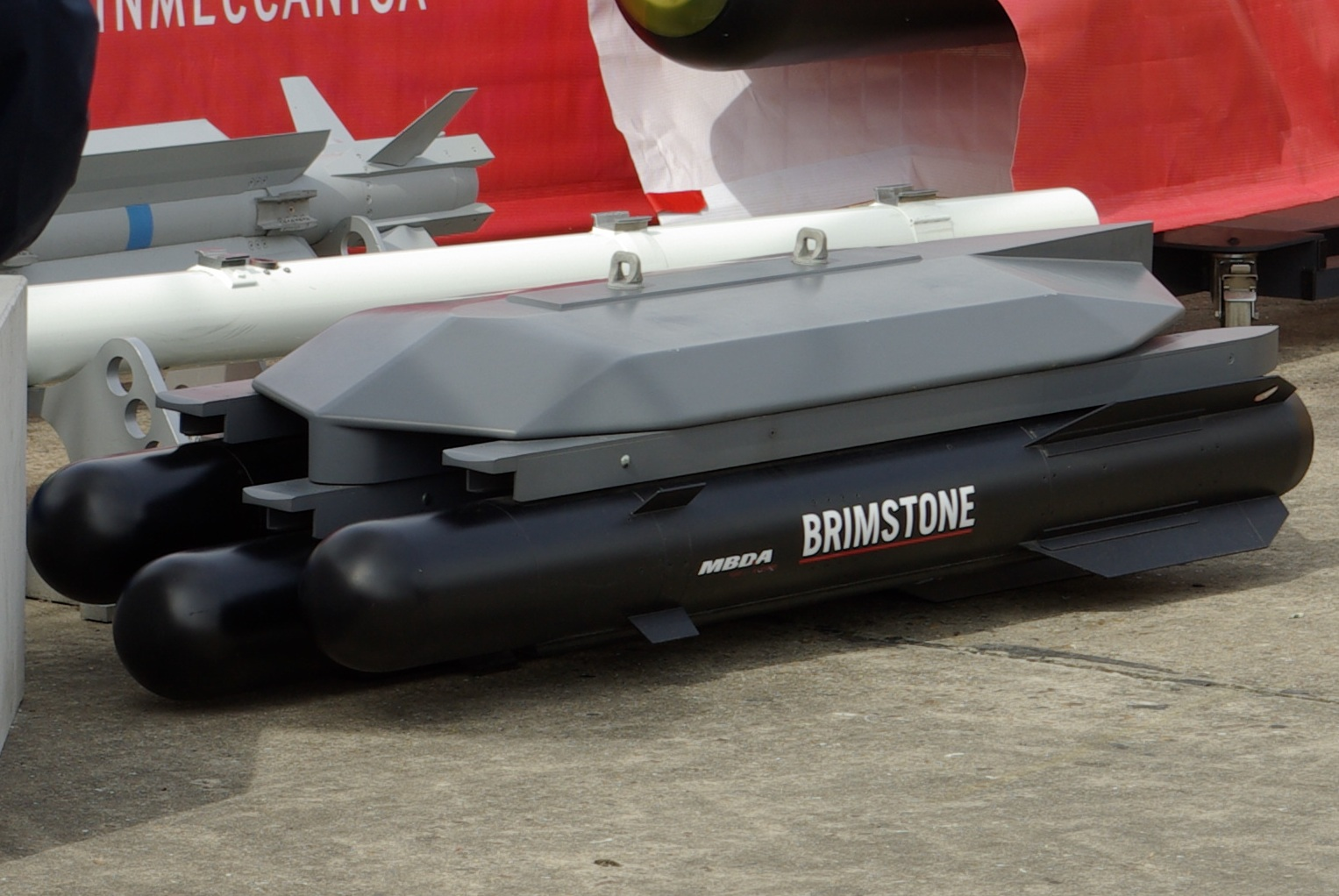
Brimstone alloggiati su un sistema di lancio triplo

I missili Brimstone hanno lunghezza di 1,8 m, diametro di 180 mm (188 mm i Sea Spear), peso di 50 kg e sono in grado di viaggiare a velocità supersonica.
I missili della famiglia Brimstone hanno una testata in tandem, pensata appositamente per le corazze reattive: una prima esplosione di modesta entità fa detonare la corazza reattiva per consentire a una seconda esplosione, più distruttiva, di penetrare la corazza. I Brimstone sono missili fire-and-forget, ovvero che non richiedono nessuna guida dopo il lancio.
I Brimstone sono equipaggiati con un radar ognitempo a 94 GHz in grado di resistere alle contromisure dispiegate dal nemico. I missili possono essere programmati per ricercare bersagli solo in una determinata zona e autodistruggersi nel caso non individuino bersagli nella zona richiesta.
Ogni sistema di lancio trasporta tre missili. Il missile era trasportato dai Tornado GR4 della RAF, ritirati nel 2019, ed è al momento compreso nei sistemi d’arma dei Typhoon, che possono alloggiare fino a 6 lanciatori per un totale di 18 missili, e dei Tornado sauditi; future applicazioni dei Brimstone possono coinvolgere i General Atomics MQ-9 Reaper, che già nel 2014 hanno svolto delle prove di lancio di questo missile, e elicotteri d’attacco, in particolare gli Apache.

## Impiego operativo

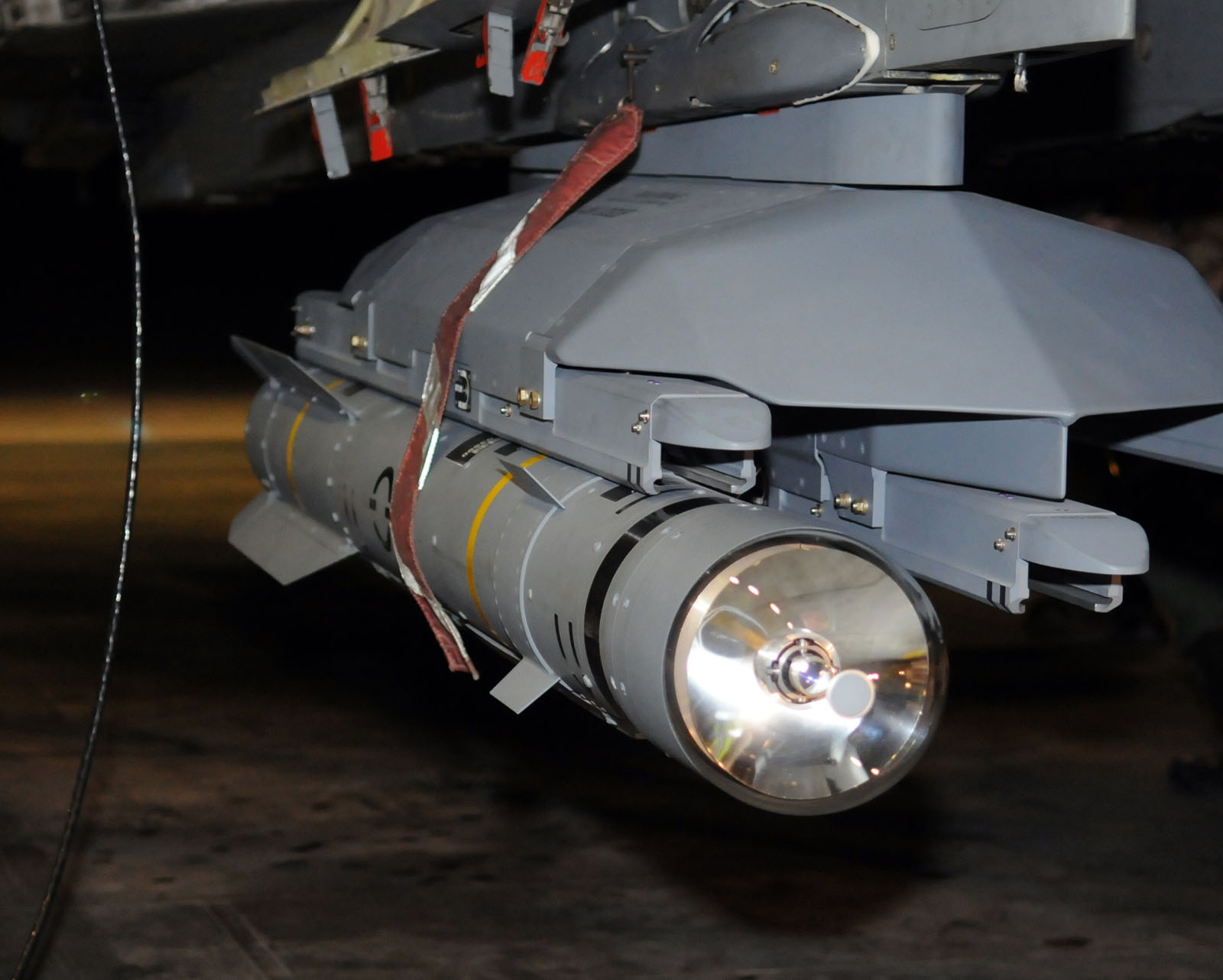
Brimstone su un Tornado GR4 della RAF

Il Brimstone è entrato in servizio il 31 marzo 2005 nella Royal Air Force. Il primo lancio di combattimento è avvenuto nel giugno 2009 in Iraq con un Dual Mode Brimstone. Il primo Brimstone a sola guida radar è stato lanciato il 15 settembre 2011 contro una colonna corazzata nei pressi di Sebha; tra le azioni degne di nota del missile si menziona la distruzione di quattro T-72 libici il 24 marzo 2011 e il 2 luglio 2011 la distruzione di un T-55 libico in un centro urbano senza che l’esplosione causasse danni agli edifici circostanti. Dal settembre 2014 i Brimstone sono stati impiegati in Iraq e Siria nell’operazione Shader. Il 2 novembre 2017 è stata ultimata l’integrazione dei Brimstone sui Typhoon della RAF.
Tra il 2011 e il 2016 MBDA ha venduto un numero sconosciuto di Brimstone all’Arabia Saudita, dove sono stati integrati sui Tornado della Al-Quwwat al-Jawwiyya al-Sa'udiyya.

## Varianti
- Brimstone: versione iniziale con guida radar attiva con carico bellico di circa 6 kg;[1]
- Dual-Mode Brimstone: versione entrata in servizio nel 2008 con guida radar attiva e guida laser semi-attiva, utilizzabili anche contemporaneamente, e modifiche al software del missile;[2]
- Brimstone 2: versione con nuova cellula, nuovo motore resistente ad esplosioni e proiettili e raggio di azione aumentato ad almeno 40 km;[2]
- Brimstone Sea Spear: versione antinave progettata per colpire Fast Attack Craft guidato da un sistema di navigazione inerziale in aggiunta alle guide radar e laser e con carico bellico aumentato a 16 kg;[2]
- Future Attack Helicopter Weapon (FAHW): versione annunciata nel 2015 che consiste nell’adattamento del Dual-Mode Brimstone al lancio da elicottero, lanciata per la prima volta nel 2016 da un AH-64E Apache;[2]
- Brimstone 3: versione che integra tutte le soluzioni adottate nelle precedenti versioni con un aggiornamento del software.

## Utilizzatori
Arabia Saudita
- Al-Quwwat al-Jawwiyya al-Sa'udiyya

 Germania
- Luftwaffe

Brimstone 3 acquistati nel 2024 che verranno prodotti localmente.
 Polonia
- Wojska Lądowe[15]

 Qatar
- Qatar Emiri Air Force

ordinati nel 2017 come parte della commessa per 24 Eurofighter Typhoon.
 Regno Unito
- Royal Air Force

 Spagna
- Ejército del Aire y del Espacio[17]

 Ucraina
- Forze terrestri ucraine

Oltre 1 300 forniti dal Regno Unito in seguito all'invasione russa dell'Ucraina del 2022.